# Frederick Sommer
Frederick Sommer (Angri, 1905. szeptember 7. – 1999. január 23.) amerikai-brazil fotóművész.
Olaszországban született, Brazíliában nőtt fel, 1931-ben költözött Amerikába, 1939-ben megkapta az állampolgárságot.